# Іванівка (Городоцька міська громада)
Іва́нівка — село в Україні,  у Городоцькій міській територіальній громаді Хмельницького району Хмельницької області. Населення становить 29 осіб.

## Історія
7 (20) листопада 1917 року, відповідно до Третього Універсалу Української Центральної Ради, увійшло до складу Української Народної Республіки.
12 червня 2020 року, відповідно до розпорядження Кабінету Міністрів України № 727-р «Про визначення адміністративних центрів та затвердження територій територіальних громад Хмельницької області», увійшло до складу Городоцької міської громади.
19 липня 2020 року, в результаті адміністративно-територіальної реформи та ліквідації Городоцького району, увійшло до складу новоутвореного Хмельницького району.

## Населення

### Мова
Розподіл населення за рідною мовою за даними перепису 2001 року:
| Мова       | Кількість | Відсоток |
| ---------- | --------- | -------- |
| українська | 27        | 93.1%    |
| російська  | 2         | 6.9%     |
| Усього     | 29        | 100%     |

## Галерея

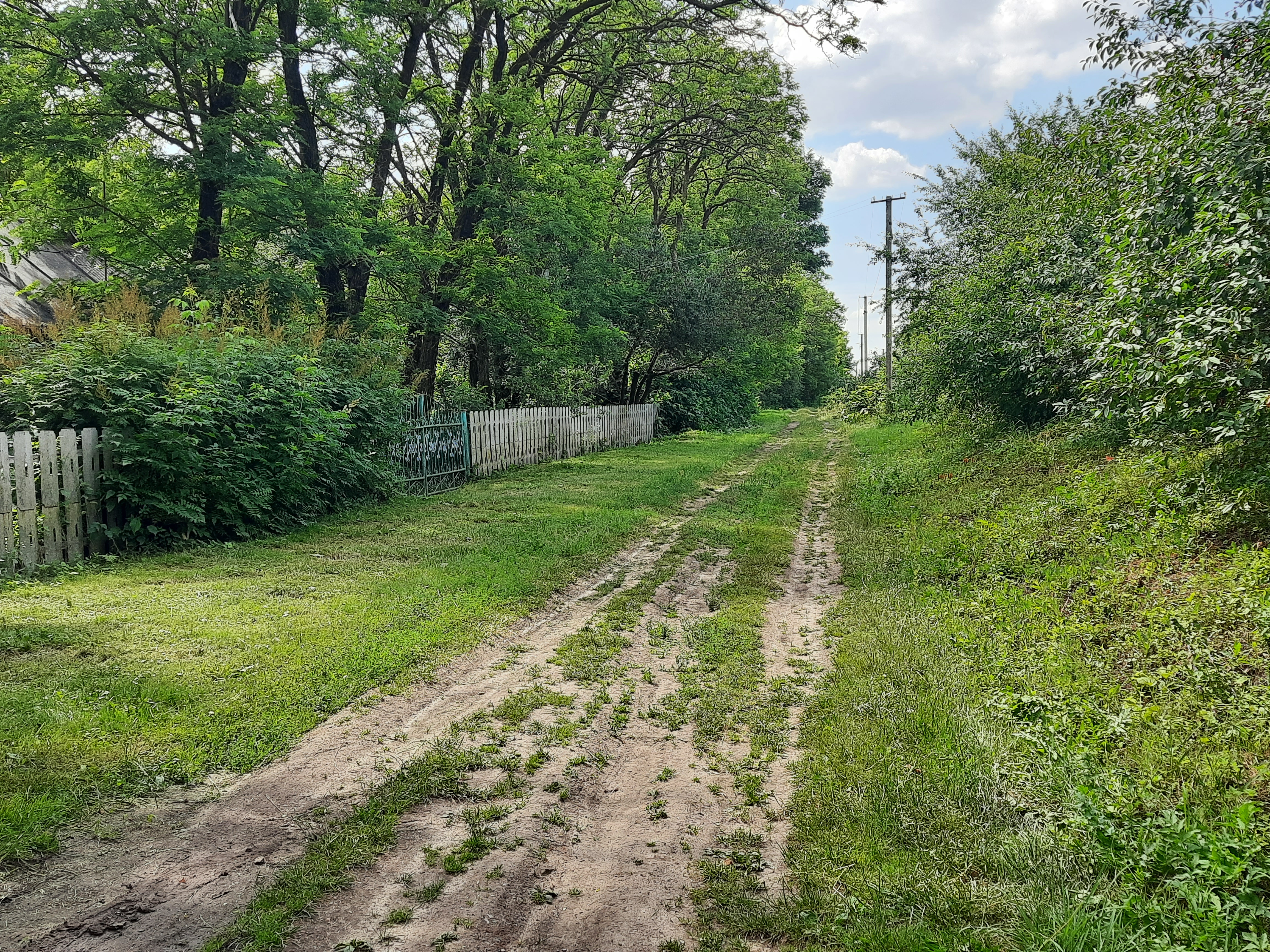
Сільська вулиця
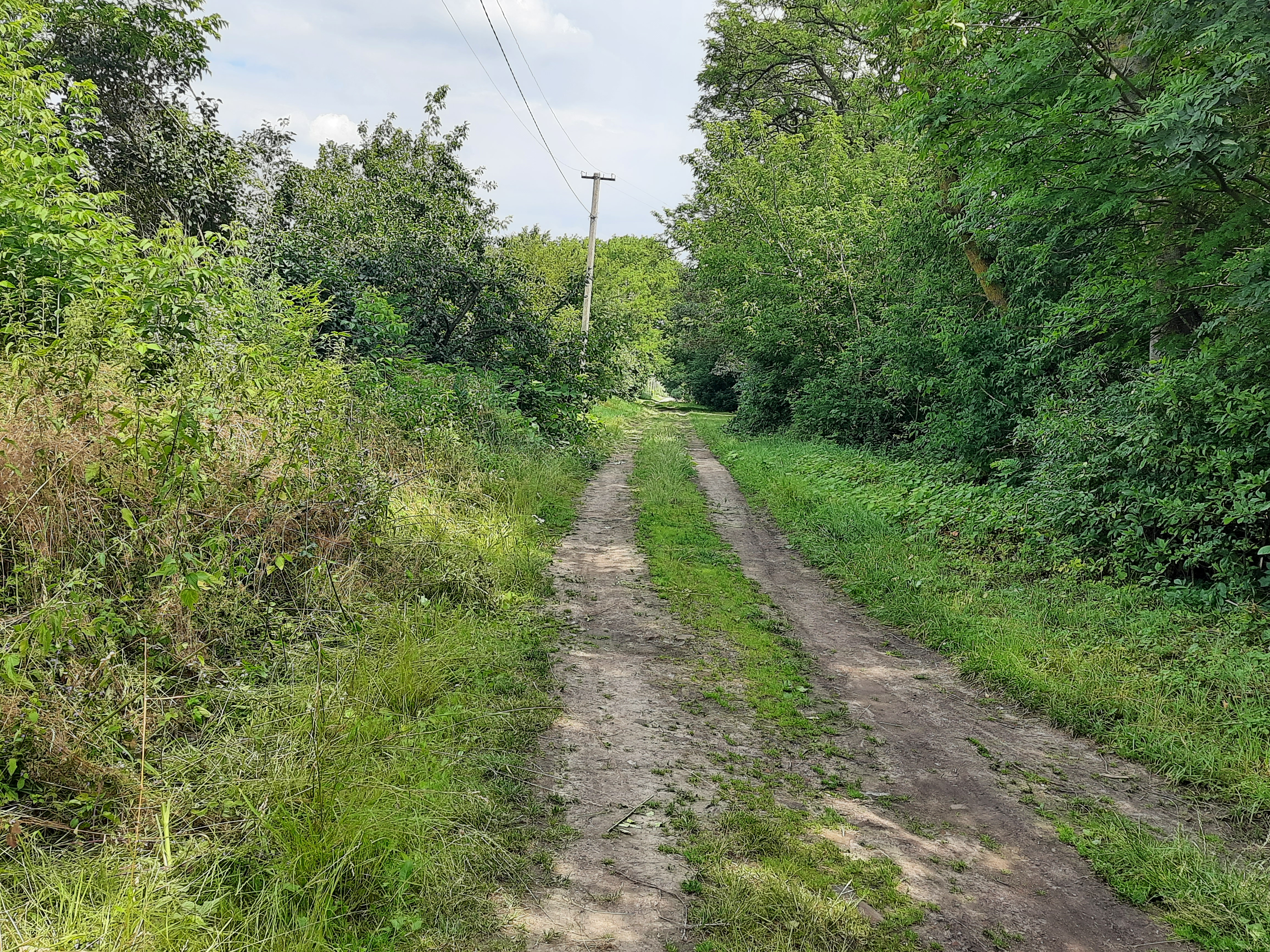
Сільська вулиця
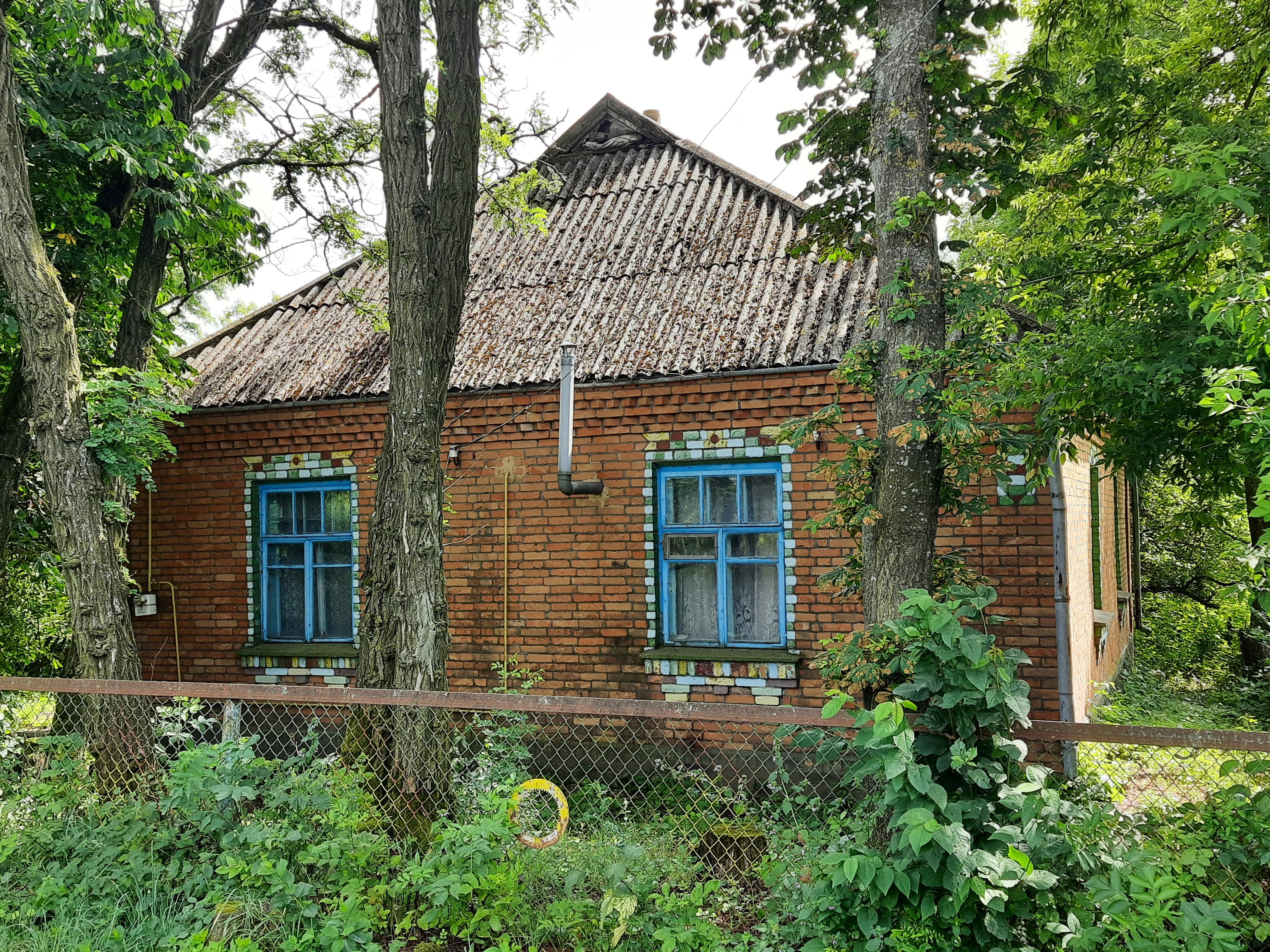
Сільська оселя
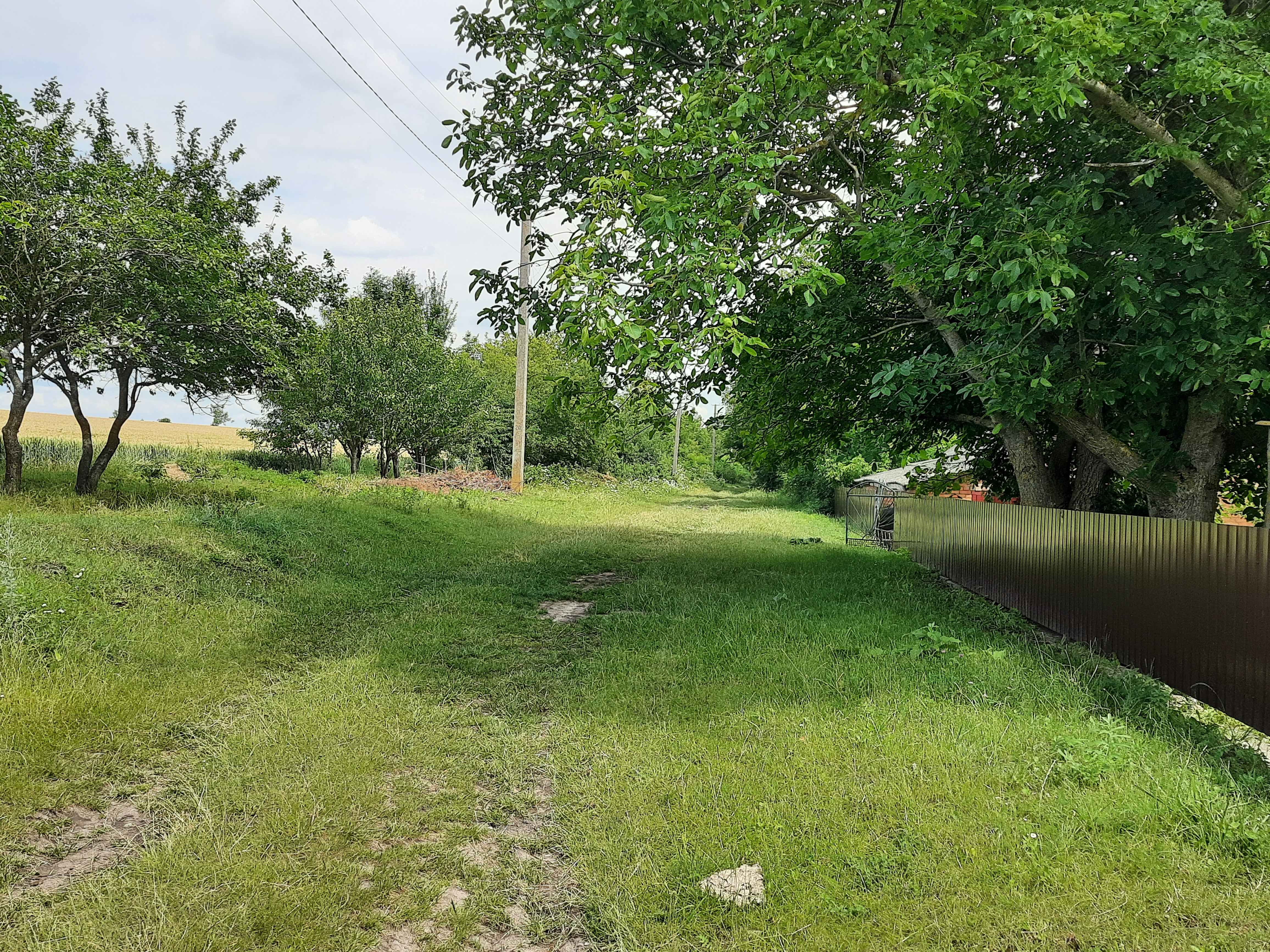
Сільський пейзаж